# فرودگاه هایلار دنگشان
فرودگاه هایلار دنگشان (به انگلیسی: Hailar Dongshan Airport) یک فرودگاه همگانی با کد یاتا HLD است . این فرودگاه در کشور جمهوری خلق چین قرار دارد و در ارتفاع ۶۶۱ متری از سطح دریا واقع شده‌است.

## شرکت‌های هواپیمایی و مقصدهای پروازی
| شرکت‌های هواپیمایی      | مقصدهای پروازی |
| ---------------------- | --- |
| ۹ ایر                  | چنگچینگ ییانگبی، نانجینگ لوکو، بایون گوآنگجو                                                                           |
| ایر چاینا              | پکن، کادالا |
| آسیانا ایرلاینز        | چارتر فصلی: اینچئون |
| بیجینگ کپیتال ایرلاینز | پکن |
| هواپیمایی شرقی چین     | نانچانگ چانگبی، یانتای چائوشوی                                                                                         |
| China Express Airlines | دالیان ژووشویزی، هوهوت بایتا، جیاگوداچی، Ulanhot                                                                       |
| هواپیمایی جنوبی چین    | داکینگ سارتیو |
| چاینا یونایتد ایرلاینز | پکن نانیوان، فوشان شادی، Ulanhot                                                                                       |
| Donghai Airlines       | هاربین تایپینگ، شنژن بن                                                                                                |
| گرند چاینا ایر         | پکن |
| هبئی ایرلاینز          | هوهوت بایتا، شیاژونگ ژنگدینگ                                                                                           |
| هونو ایر               | چویبالسان، بویانت-اوخا                                                                                                 |
| ایر آئرو               | ایرکوتسک |
| جونیائو ایرلاینز       | هانگجو ژیاشان، شانگهای پودنگ، Tongliao                                                                                 |
| چینگدائو ایرلاینز      | هوهوت بایتا، یانتای چائوشوی                                                                                            |
| شانگهای ایرلاینز       | هوهوت بایتا، شانگهای هونگچیائو                                                                                         |
| شنژن ایرلاینز          | هوهوت بایتا، شنژن بن                                                                                                   |
| تیانجین ایرلاینز       | چایفنگ ایولونگ، هاربین تایپینگ، هوهوت بایتا، تیانجین بینهای، شی‌آن شیان‌یانگ                                             |
| ژیامن ایرلاینز         | پکن، چانگشا هوانگهوا، فوژو چنگل، هانگجو ژیاشان، هوهوت بایتا، جینان یاکیانگ، نانجینگ لوکو، تیانجین بینهای، زیامن گائوچی |